# Vitex seineri
Vitex seineri là một loài thực vật có hoa trong họ Hoa môi. Loài này được Gürke ex Piep. miêu tả khoa học đầu tiên năm 1929.